# Grupo Bauru
O Grupo Bauru é um conjunto de formações geológicas pertencentes à Bacia de Bauru, situada na região centro-sul do Brasil, com ocorrência predominante nos estados de São Paulo, Minas Gerais, Mato Grosso do Sul, Goiás e Paraná. Este grupo sedimentar desenvolveu-se durante o Cretáceo Superior, em um contexto predominantemente continental, e caracteriza-se por uma espessa sucessão de depósitos clásticos derivados de ambientes fluviais, lacustres e eólicos. As principais formações que compõem o Grupo Bauru são a Formação Caiuá, Formação Santo Anastácio, Formação Adamantina, Formação Uberaba e Formação Marília, dispostas de maneira sobreposta e variando lateralmente em litologia e espessura, refletindo a complexidade dos sistemas deposicionais atuantes à época.
O grupo se apoia discordantemente sobre os basaltos da Formação Serra Geral, do Grupo São Bento, marcando a transição entre um regime geodinâmico dominado por atividades vulcânicas e uma fase de sedimentação intracratônica sob clima árido a semiárido. Sua espessura total pode ultrapassar 1.000 metros em algumas porções da bacia. Os depósitos do Grupo Bauru são de grande importância geológica, hidrogeológica e paleontológica, contendo alguns dos mais relevantes registros fósseis de vertebrados do Cretáceo da América do Sul, incluindo dinossauros, crocodilomorfos e quelônios.